# Gueytes-et-Labastide

Gueytes-et-Labastide este o comună în departamentul Aude din sudul Franței. În 1 ianuarie 2018 avea o populație de 32 de locuitori.